# Feudi imperiali

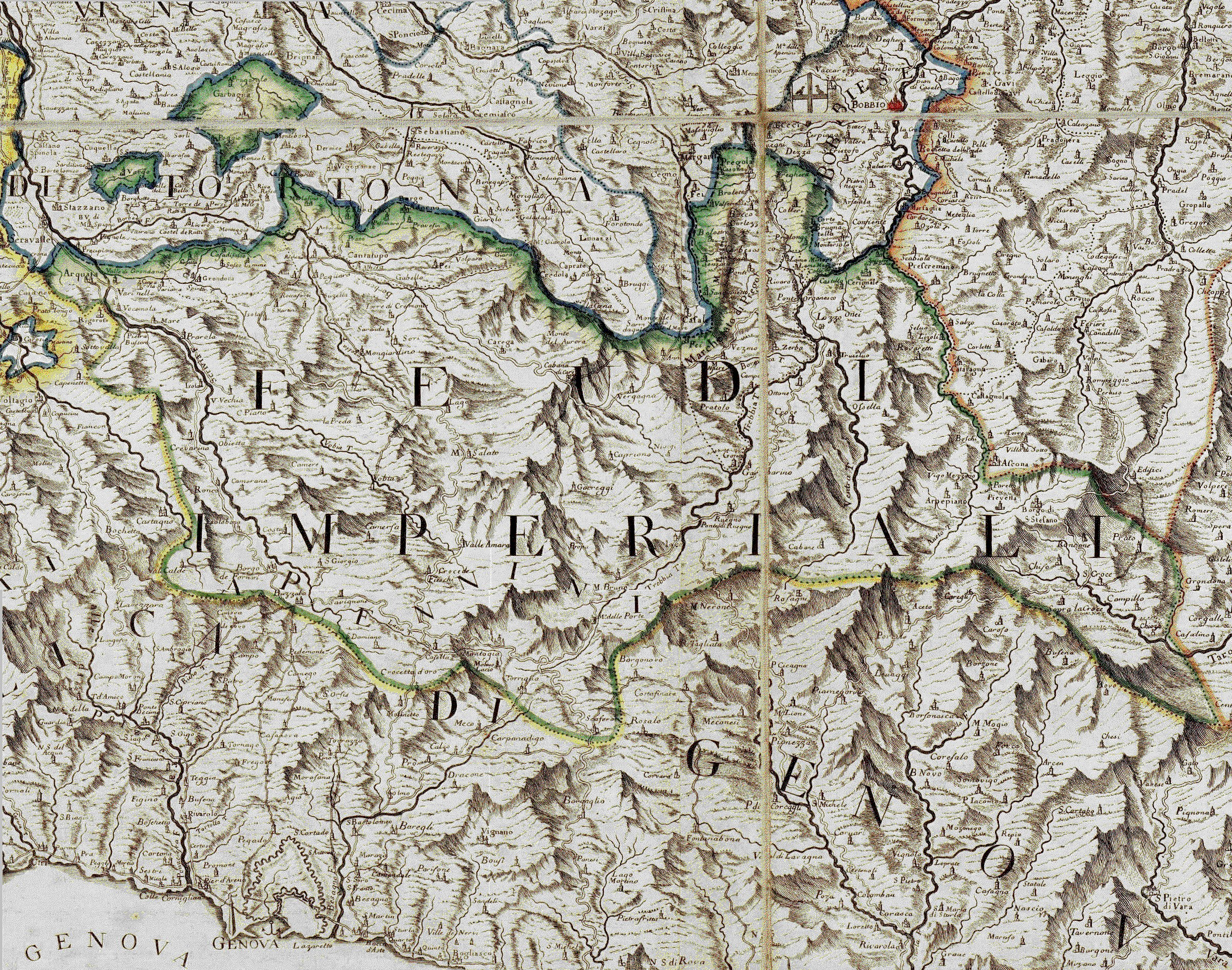
I feudi imperiali a nord di Genova (dalla carta del Borgonio, secolo XVII)

Con il termine feudi imperiali venivano convenzionalmente indicati tutti i singoli territori soggetti - fino all'invasione napoleonica - al Sacro Romano Impero.
I feudi che facevano parte dell'impero potevano essere dipendenti solamente dall'imperatore (feudi immediati o sovrani), oppure sottoposti alla sovranità di un principe o signore, vassallo intermediario dell'imperatore (feudi mediati).
I feudi immediati erano di fatto gli Stati sovrani che costituivano la confederazione imperiale. Venivano definiti "Stati imperiali" (Reichsstände, Unmittelstände), erano circa trecento e partecipavano con il proprio diritto di voto ai lavori del Reichstag, distribuiti in 10 circoli imperiali e distinti in elettorati, principati, contee, signorie, città imperiali. A questi si aggiungevano un certo numero di sovranità di fatto che non appartenevano ai circoli dell'impero: i feudi equestri dei Cavalieri del Sacro Romano Impero ed i feudi italiani e francesi, questi ultimi exclaves in territorio alsaziano come Feudi mediati sottoposti al protettorato di Parigi.
In senso stretto, in Italia, il termine è utilizzato per definire storicamente una serie di minuscoli Stati, residui di antiche signorie feudali disseminati lungo i confini di Liguria, Piemonte, Lombardia, Emilia e Toscana aventi piena sovranità (immediati, cioè sottoposti solo all'autorità dell'imperatore o mediati, cioè con una certa autonomia ma sottoposti al protettorato o autorità di stati vicini più potenti).
Alla fine delle Guerre d'Italia nel 1559, quando la Francia rinunciò alla proprie pretese sulla penisola, i più grandi feudi imperiali in Italia (detti anche "feudi latini") vennero sottoposti alla giurisdizione feudale del Consiglio Aulico di Vienna. Essi erano il Ducato di Milano, la Repubblica di Genova, il Ducato di Savoia, il Granducato di Toscana, il Ducato di Parma, e il Ducato di Mantova. Gli Asburgo d'Austria, che reggevano l'Impero, e dei loro rami cadetti furono insediati in svariati feudi (Milano, Toscana, Mantova, Parma, Modena) allorché le dinastie locali si estinsero, soprattutto durante le guerre di successione del XVIII secolo.

## Origine
Il regno d'Italia carolingio aveva gettato le basi del feudalesimo germanico, anche nella penisola italiana e in particolar modo nelle regioni settentrionali, mentre l'autorità papale, dopo la caduta degli Hohenstaufen, era riuscita ad affrancare l'Italia meridionale e gran parte dei territori pontifici che dalle Marche raggiungevano la Romagna. L'autorità imperiale si era in seguito indebolita per l'avvento dei Liberi Comuni, prima, e delle signorie poi. Molti Stati italiani continuavano tuttavia a mantenere un rapporto di vassallaggio con l'impero, da cui erano esclusi la repubblica di Venezia, gli Stati papali e i regni di Napoli, di Sicilia e di Sardegna. Vasti feudi imperiali, formalmente dipendenti dall'imperatore, furono infeudati a numerose famiglie italiane (Adorno, Spinola, Doria, Fieschi, Medici, Malaspina, ecc.) e si conservarono fino alle abolizioni feudali napoleoniche del luglio 1797.

## Localizzazione

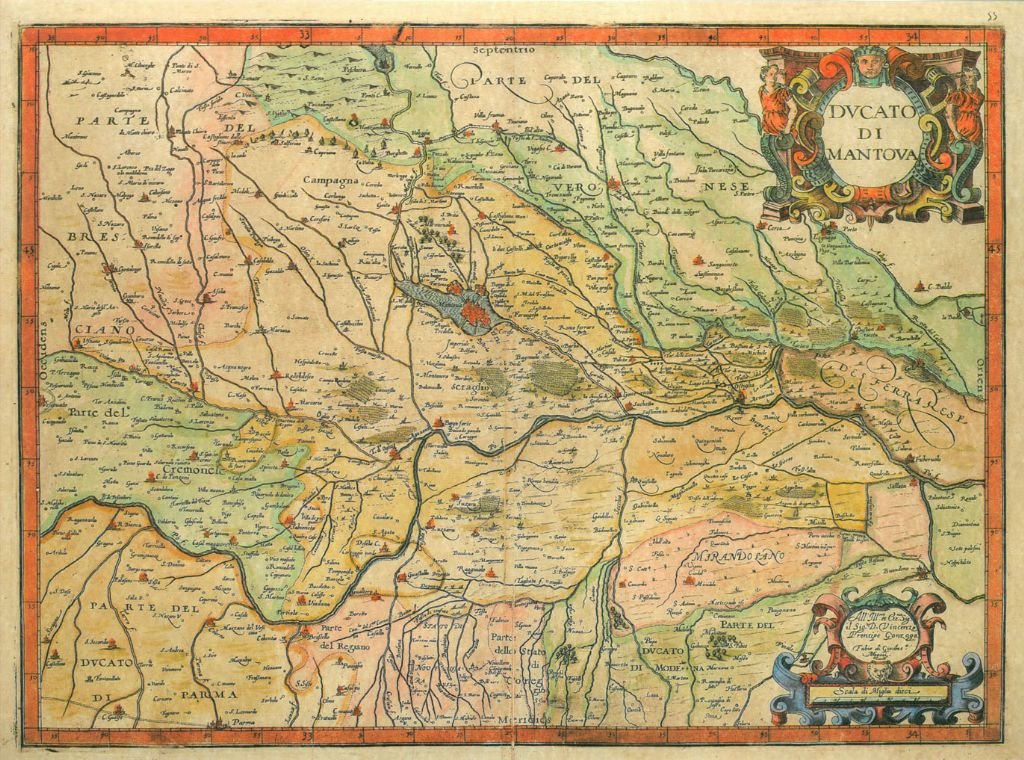
Carta del Ducato di Mantova nel 1600.

Tutta l'Italia settentrionale a nord dello Stato Pontificio, tranne la Repubblica di Venezia, faceva parte del Sacro Romano Impero, e i vari signori che nel Medioevo se ne dividevano il territorio esercitavano il potere, almeno formalmente, per delega e investitura dell'imperatore, quali suoi feudatari. Lo stesso strumento dell'investitura imperiale, ogni volta che vi succedeva un regnante, fu utilizzato per legalizzare le signorie cittadine e i successivi principati rinascimentali, rimarcando così il formale e diretto legame con l'imperatore.
Anche i maggiori Stati italiani, nominalmente sudditi dell'Impero, fino al XVIII secolo furono convenzionalmente feudi imperiali o aggregati di essi. Erano sottoposti alla giurisdizione del Reichshofrat, il Supremo Tribunale dell'Impero, con apposita sezione italiana, ma non avevano seggio o voto alla Dieta imperiale ad eccezione del Ducato di Savoia che dalla seconda metà del XVII secolo di fatto non venne più esercitato dai Savoia, per rimarcare la loro autonomia dall'impero. 
Di questi, sei maggiori erano denominati "Feudi latini" (Feuda latina): 
- il granducato di Toscana, nuovamente reinserito nella compagine imperiale dal 1530, e poi nuovamente dal 1737 al 1766 quando tornò ad essere autonomo con la secondogenitura dei Lorena,
- i feudi che formavano lo Stato di Milano (il ducato di Milano, il principato di Pavia, il contado di Cremona, ecc.),
- lo Stato sabaudo (il ducato di Savoia, il ducato d'Aosta, la Signoria del Piemonte, il contado di Asti ecc.),
- il Ducato di Mantova,
- la Repubblica di Genova, restaurata nel 1530
- i Ducati di Parma e Piacenza, di origine papale, creati per i Farnese, ma dal 1545, rivendicati nel suo status sotto l'egida dell'Impero.

Tra gli altri feudi dell'Impero di medie dimensioni si ricordano il Monferrato, i ducati di Modena e Reggio, quelli di Massa, Sabbioneta, Bozzolo, i già citati Stati parmensi (oltre i ducati di Parma e Piacenza, lo Stato Pallavicino, lo Stato Landi, il marchesato di Zibello) fino ai piccoli principati padani (il ducato di Guastalla, il principato di Correggio, ecc.), tutti via via assorbiti dagli Stati più grandi.
Esisteva poi, una serie di circa 200-250 piccoli feudi, i cosiddetti "Feudi minori" (Feuda minora), specie sui monti liguri e sui colli del Basso Piemonte fino all'Appennino tosco-emiliano; essi consistevano in un gruppo di antichi feudi, nati dalla disgregazione degli storici marchesati degli Aleramici e degli Obertenghi, che, anche grazie alla posizione geografica isolata, riuscirono a sopravvivere più a lungo, ben oltre la fine del Medioevo (il periodo tipico di queste istituzioni), almeno finché durò nominalmente il potere imperiale. Per questi Stati l'investitura era ben più di una questione formale, poiché solo la protezione imperiale poteva garantire l'autonomia a entità politiche tanto deboli. Erano nelle mani di circa 50-70 famiglie nobili (Gonzaga, Del Carretto, Malaspina, Scarampi, Pico, Pallavicino, Spinola, Doria, Fieschi, Adorno, Brignole, ecc.).
Quando si costituirono i vari principati rinascimentali molti di essi nell'età moderna furono assorbiti, ma altri, posti sotto la diretta tutela degli Asburgo, che detenevano la corona imperiale, e talvolta della Spagna e poi dell'Austria che dominavano l'Italia, riuscirono a sopravvivere ed anche a conoscere una sorta di revival nel XVIII secolo, quando la casa imperiale austriaca ebbe il diretto dominio su Milano e, tramite i suoi vassalli dei feudi imperiali, poteva avere un più ampio controllo della zona appenninica e padana.

## La situazione settecentesca
Dall'ultimo decennio del XVII secolo, la corte di Vienna aveva attuato una politica di rilancio del potere imperiale in Italia. Le ragioni erano dettate da un programma asburgico di natura politica, strategica e non per ultimo economica: le regioni lombarde, piemontesi, toscane erano tra le più ricche dell'intero territorio imperiale ed economicamente ben predisposte e per questo appetibili ai sovrani. Da molti cronisti francesi del tempo infatti l'Italia era definita "le Indie dell'Impero".
In alcune zone la figura dei vicari imperiali, almeno formalmente, non era mai venuta meno. In Toscana, dopo le conquiste di Firenze del XIV secolo, l'ufficio del vicario fu trasferito dalla sede di San Miniato al Tedesco (in ricordo appunto di tale funzione) ai marchesi Malaspina di Fosdinovo che ne assunsero la carica ereditaria fino alla fine dell'Ancien Régime.
L'imperatore Leopoldo I d'Asburgo perseguì così una politica di recupero delle terre italiane per contrastare politicamente ed economicamente l'espansionismo aggressivo francese di quegli anni e molti signorotti locali, anche a seguito di espresso editto imperiale, si affrettarono a farsi riconoscere i propri possessi come feudi dell'impero, per una maggiore tutela politica e di indipendenza verso gli stati maggiori limitrofi. Di conseguenza si acuirono nuovamente, proprio in questi anni, le tensioni diplomatiche tra Vienna e la Santa Sede anche per la contestata natura giuridica feudale di taluni feudi come quelli di Comacchio, di Carpegna o di Apecchio nel Montefeltro, di fatto integrati negli Stati della Chiesa.
I feudi imperiali superstiti in Italia possono così suddividersi indicativamente in due categorie:
- i feudi sovrani che godevano di autonomia politica e avevano un rapporto formale diretto con l'imperatore (feudi immediati), con la connotazione di veri stati sovrani;
- i feudi, posti sotto il protettorato di altri Stati, semisovrani (in rapporto di accomandigia) e i feudi mediati che erano o soggetti alla potestà diretta di un sovrano di cui erano vassalli (principe intermediario tra il feudatario e l'imperatore) o avevano una limitata autonomia politica.

Facevano parte del primo gruppo i ducati di Savoia ed Aosta i cui sovrani, i duchi di Savoia, poi re di Sardegna dal 1713, continuavano ad essere formalmente vassalli dell'impero con diritto di seggio e di voto alla Dieta imperiale di Ratisbona. Nonostante, a più riprese, i duchi avessero ricevuto dall'imperatore molti feudi imperiali (Monferrato, Novara, il Vigevanasco, la Lomellina, Voghera, le Langhe e Tortona), dalla fine del XVII secolo non riconoscevano più il rapporto di sottomissione all'impero, mancando di inviare i propri deputati alla Dieta imperiale, né versando la tassa della matricola all'erario imperiale. Tale affermazione delle proprie autonomie e sovranità venne sin dal 1738 ripetutamente e decisamente sostenuta con una serie di provvedimenti e decreti legislativo-amministrativi tesi a garantire la potestà reale contro le resistenze più o meno occulte da parte del senato milanese alla cui giurisdizione e fisco fino ad allora erano sottoposti i feudi delle Langhe prima della loro cessione ai Savoia. Tuttavia una eccezione nei rapporti di Casa Savoia con l'Impero fu la crisi (1730-1731) tra Vittorio Amedeo II e Carlo Emanuele III durante la quale il primo inviò una richiesta di arbitrato all'Imperatore come sovrano superiore. 
Casi particolari furono poi la Toscana e lo stesso Stato di Milano (Milano, Pavia, Cremona, Mantova, Sabbioneta, Bozzolo, ecc.). Tali Stati, infatti, oltre ad essere feudi imperiali, erano anche in unione personale con l'imperatore (beni allodiali della casa imperiale d'Asburgo) e con l'Austria e, come tali, governati da rappresentanti diretti del sovrano (governatori generali per Milano e presidenti del consiglio di Reggenza per la Toscana dal 1737 al 1765).
Lo Stato milanese con le sue dipendenze era andato sensibilmente riducendosi nell'estensione territoriale con le cessioni ai Savoia delle vaste province ad ovest del Ticino. E con l'annessione alla Repubblica di Venezia di Bergamo, Brescia e l'exclave di Crema nel XVI secolo.

Il ducato di Mantova era stato avocato all'imperatore dopo che l'ultimo duca sovrano della linea di Gonzaga-Nevers Ferdinando Carlo Gonzaga ne era stato spogliato per fellonia, perché aveva fatto entrare le truppe Francesi nel mantovano per timore che quest'ultimi operassero ritorsioni aggressive nei confronti della popolazione mantovana e la confisca dei feudi francesi che il Duca di Mantova possedeva. Con la sua annessione si era completato l'accerchiamento austriaco nei confronti della repubblica di Venezia, in secolare antagonismo per il predominio della regione. La corte di Vienna era determinata nel mantenere forte la propria presenza nell'Italia settentrionale: dall'ultimo decennio del XVII secolo il piccolo principato di Castiglione delle Stiviere era stato occupato dalle truppe imperiali, nonostante le inutili proteste degli spodestati signori della linea cadetta dei Gonzaga, i quali rinunceranno definitivamente ai loro diritti e pretese solo nel 1773.
Un caso a parte era, inoltre, la repubblica di Genova che, pur gravitando nell'orbita francese, era ancora legata da un formale rapporto feudale con l'impero, sia per lo Stato genovese che per il marchesato di Finale, acquisito nel 1713, riconfermato nel 1748 ed amministrato autonomamente dal resto della repubblica.
Il ducato di Massa e Carrara, a seguito del matrimonio dell'ultima duchessa con il principe ereditario di Modena, venne indissolubilmente legato politicamente ed economicamente a questo ducato che, a sua volta, strettamente alleato alla politica imperiale e austriaca, vedeva così realizzato il sogno secolare di avere uno sbocco sul mar Tirreno con il porto di Avenza.
La repubblica di Lucca, repubblica oligarchica, continuava a vivere dei pochi proventi che ormai residuavano dalle antiche ricchezze commerciali e, se manteneva ancora la propria indipendenza nei confronti della Toscana, era grazie al suo status di feudo imperiale da tempo immemorabile (XII secolo), in contrapposizione con la Toscana, fino ad allora filospagnola, poi divenuta feudo imperiale.
Infine la Toscana: il granducato con l'estinzione della dinastia dei Medici, tornava nel 1737 ad essere feudo diretto dell'impero e bene allodiale dell'imperatore Carlo VI d'Asburgo, a compensazione della perdita del ducato di Lorena, quando la figlia Maria Teresa d'Asburgo si era unita in matrimonio con l'ultimo duca Francesco Stefano di Lorena. La Toscana, tuttavia, non avrà un proprio sovrano effettivo fino al 1765, essendo stato eletto il granduca titolare, Francesco Stefano, imperatore del Sacro Romano Impero (1745), finché non la governerà il figlio, effettivo granduca, Pietro Leopoldo che, svincolatosi dalle pesanti ingerenze della madre Maria Teresa e dalle direttive della corte imperiale, libererà la Toscana dal rapporto formalmente feudale con l'impero.
Nel XVI secolo con la ripartizione dell'eredità dell'imperatore Carlo V, tutto il sud Italia, con il regno di Napoli in testa (formalmente feudo vassallo del Papa), aveva cessato il proprio rapporto di sudditanza con l'impero, ricadendo nella sfera degli Asburgo di Spagna e poi dei Borbone di Spagna.
Accanto a feudi storicamente documentabili come imperiali si verificarono ingerenze arbitrarie e di dubbia legittimità: fu il caso del ducato di Parma e Piacenza la cui costituzione era di chiara origine papale, essendo stato creato appositamente per i Farnese da Paolo III per il figlio Pier Luigi.
Appartengono al secondo gruppo una moltitudine di staterelli minori che, nella loro relativa indipendenza, erano legati politicamente, anche in forma di protettorato, agli Stati più potenti e sopravvissero ancora per pochi decenni grazie alla protezione dell'imperatore.
Vanno ricordati i numerosi marchesati dei Malaspina, ultimo residuo del grande patrimonio territoriale di tale antichissima famiglia che si estendeva per tutto l'arco appenninico dalle Alpi Apuane fino alle Langhe piemontesi.
Tra questi si ricordano, tra gli altri, i marchesati lunigianesi di Fosdinovo, i cui sovrani continuavano a detenere il titolo di vicari imperiali in Italia e quelli di Mulazzo, che nel basso Medioevo furono caratterizzati dal mecenatismo dei suoi signori, ospitando artisti e poeti come l'esule Dante Alighieri, e di Tresana poi acquistato dai principi Corsini di Firenze.
Per gli altri la sopravvivenza era legata ai vincoli politici che avevano con la Toscana, Modena o Genova. Nel Genovese si erano nei secoli costituiti due tipologie di feudi: quelli cosiddetti "della Repubblica", cioè acquisiti in epoca medievale, per i quali a seguito di convenzioni specifiche continuavano ad essere governati dagli eredi degli antichi feudatari e per i quali la Superba si sforzava di acquisire maggiori quote di proprietà per eliminare la presenza scomoda di questi signori locali, e i feudi imperiali veri e propri, cioè acquistati, anche a costo di pesanti esborsi, dalla corte viennese, approfittando delle sue costanti necessità finanziarie, che dipendevano dal dominio diretto della repubblica, in virtù dell'investitura imperiale, che li amministrava con propri funzionari statali, riscuotendo direttamente i proventi di spettanza signorile, tali da renderli veri e propri beni fruttiferi in base alla loro rendita annuale.
Tale politica a partire dal Cinquecento fu in parte seguita anche dagli altri Stati regionali italiani come la repubblica di Venezia, il ducato di Milano ed il granducato di Toscana che, tuttavia a differenza di Genova, spesso preferirono effettuare nuove infeudazioni a famiglie vicine allo Stato ed ai suoi regnanti.
Un altro insieme di Stati che ancora deteneva la qualifica di feudi imperiali era poi costituito dalla contea di Vernio, acquistata dai conti Bardi, e dai marchesati del Monte Santa Maria, di Sorbello e di Petrella appartenenti alle tre linee sovrane dei Bourbon del Monte.
Particolare rilievo politico assunsero poi le due contee di Carpegna, a causa della loro posizione strategica: poste nel Montefeltro ai confini della Toscana e degli Stati papali, a metà Settecento la contea di Carpegna era passata ai Gabrielli e il principato di Scavolino agli Orsini de' Cavalieri, famiglie eredi per via femminile dei due rami, appena estinti nella linea maschile, dei conti di Carpegna, i quali si erano dichiarati alla fine del XVII secolo vassalli dell'impero ed erano stati elevati a principi del Sacro romano impero sul feudo di Bascio.
Tale situazione legittimò l'imperatore a contestarne gli eredi senza il suo preventivo assenso di accettazione e riconoscimento alla successione e al suo intervento militare con conseguente occupazione in veste di imperatore e di granduca (essendo stata, a seguito di preciso accordo, la repubblica fiorentina erede de jure in caso di estinzione del casato dei Carpegna) con le logiche contestazioni della corte di Roma e dei Borbone di Parma.
Analoghi attriti ci furono tra l'Impero ed il Papato anche per la contea di Apecchio nel Montefeltro, già sotto l'accomandigia fiorentina (1513) e vassalla dei duchi di Montefeltro di cui i Papi ne erano eredi. La questione si trascinò ulteriormente tra la Toscana imperiale e la Curia romana, quando con la scomparsa dell'ultimo conte, Federico II Ubaldini, il feudo fu militarmente annesso dalle truppe papali (1752).
Tra gli altri Stati non completamente indipendenti si ricordano: la contea di Desana (venduta dai Tizzoni ai Savoia nel 1693), il principato di Castiglione delle Stiviere, occupato dall'Austria dalla fine del XVII secolo, nonostante la locale linea sovrana dei Gonzaga ne rivendicasse i diritti fino alla loro definitiva cessione nel 1773, il principato di Soragna, di fatto sotto il protettorato dei duchi di Parma e Piacenza, il marchesato di Montemarzino ceduto dagli Spinola di Los Balbases ai Savoia nel 1753, quelli di Oramala, Piumesana, Valverde e Santa Margherita dei Malaspina, la contea di Bobbio, Voghera e Val Tidone dei dal Verme (le cosiddette "giurisdizioni separate"), le signorie di Cecima e San Ponzo, di Bagnaria, i vari marchesati degli Spinola, tutti sotto il protettorato con autonomia più o meno ampia concessa dai Savoia, le signorie imperiali di Balestrino dei marchesi del Carretto sotto protettorato genovese e di Maccagno inferiore dei conti Borromeo sotto il patronato austriaco.

## Feudi imperiali in Italia

### Piemonte
Molti feudi imperiali piemontesi e monferrini furono soppressi nel 1736 dai patti preliminari al trattato di Vienna, e ceduti ai Savoia (Tortona, Voghera, Castelnuovo Bormida, Castelnuovo Scrivia, Capriata d'Orba, Francavilla Bisio, Montaldeo, Mornese, Arquata Scrivia, Isola del Cantone, contea di Tassarolo, Ronco Scrivia fino ad arrivare al Po e verso occidente a Carcare, Millesimo, marchesato di Spigno e Ceva).
Una posizione di parziale autonomia continuarono a godere le cosiddette "giurisdizioni separate dell'Oltrepò", entrate a far parte delle province sabaude di Voghera e di Bobbio nel 1748; erano costituite dalla contea di Bobbio dei conti dal Verme, e da diversi marchesati malaspiniani:
- marchesato di Fortunago, Gravanago, Montepicco, Sant'Eusebio, Stefanago, Staghiglione: ai marchesi Malaspina 1540-1797;
- signoria di Montesegale e Castignoli: a Gerolamo Gambarana 1753-97;
- marchesato di Oramala in Val di Staffora: in condominio dei Malaspina;
- marchesato di Godiasco, Pianocozzo, Trebbiano: in condominio ai marchesi Malaspina di Oramala, di Valverde e Sant'Albano, di Piumesana, conti d'Adda, Ghislieri;
- marchesato di Varzi e Cella: ai marchesi Malaspina, dal XV secolo conti Sforza di Santa Fiora (poi duchi Sforza-Cesarini-Savelli);
- marchesato di Sagliano: ai marchesi Malaspina;
- marchesato di Valverde e Sant'Albano: ai marchesi Malaspina;
- marchesato di Santa Margherita di Staffora, Sala, Menconico: ai marchesi Malaspina;
- marchesato di Casasco: ai Malaspina
- marchesato di Pregola e Campi: ai marchesi Malaspina;
- marchesato di Orezzoli e Volpedo: ai marchesi Malaspina;
- marchesato di Fabbrica Curone: ai marchesi Malaspina;
- marchesato di Bosmenso e Monteforte: ai marchesi Malaspina;
- marchesato di Piumesana: ai marchesi Malaspina
- marchesato di Montemarzino: ai marchesi Spinola di Los Balbases che nel 1753 lo cedono ai Savoia.

Autonoma ma non indipendente era la signoria di Bagnaria appartenente ai Biondi, mentre quella di Cecima e S. Ponzio apparteneva ai vescovi di Tortona che possedevano anche Stazzano.
Nel Piemonte sudorientale (attuali province di Savona, Cuneo e Alessandria), gli ultimi feudi furono assorbiti dal regno sabaudo e spesso riconcessi a nobili famiglie del luogo:
- contea di Albaretto (1613): ai marchesi di Bossolasco
- marchesato di Altare: ai Millo (1701)
- marchesato di Altavilla in Monferrato (1635): ai Canali Masucci
- marchesato di Belforte in Monferrato: ai Cattaneo
- marchesato di Belveglio: ai Savoia
- marchesato di Bossolasco: ai Valperga di Masino, Sangiorgio, del Carretto di Balestrino, Trotti
- marchesato del Carretto: del Carretto
- marchesato di Cengio: del Carretto
- marchesato di Ceva: Pallavicino delle Frabose
- marchesato di Garessio: principi dal Pozzo della Cisterna
- marchesato di Giusvalla, Devo: Sanmartino d'Agliè
- marchesato di Gorzegno (1735): del Carretto
- marchesato di Grana: del Carretto poi duca d'Aremberg (1744)
- marchesato di Incisa: d'Incisa
- marchesato di Malvicino: Invrea (1670)
- marchesato di Millesimo e Cosseria: del Carretto
- marchesato di Mioglia: Scarnafigi
- marchesato di Mombaldone: del Carretto
- marchesato di Mombaruzzo: Imperiali Lercari
- marchesato di Pontinvrea: Imperiale Lercari (1730)
- marchesato di Rocca Vignale: duca d'Aremberg (1744)
- marchesato della Rocchetta Tanaro: Incisa della Rocchetta (1535)
- marchesato di Spigno e Malvicino (1724): Novarina di S. Sebastiano
- marchesato di Tagliolo di Monferrato: Pinelli-Gentile
- marchesato di Vinchio: Scarampi Crivelli
- marchesato di Sannazzaro e Giaule: Malaspina
- contea di Vignale in Monferrato (1536): Callori Provana Balliani
- contea di Mombercelli: Asinari
- contea di Arona, Baveno: Visconti
- contea di Arquata in Val Scrivia: marchesi Spinola di Luccoli
- marchesati di Avolasca (1773) e Montegioco: Bussetti (1647-1768)
- marchesato di Balestrino, Bossolasco, Serravalle: del Carretto
- marchesato di Belveglio e Mombercello: Arborio di Gattinara, Patigno
- marchesato di Brignano e Frascata: de Ferraris
- marchesato di Capriata d’Orba: duchi Grillo di Mondragone
- marchesato di Castelnuovo Scrivia: de Marini (-1778)
- marchesati di Ciriè e del Maro: Doria
- marchesato di Cengio: del Carretto
- marchesati di Devo, Pianezza: Imperiali (1725)
- marchesato di Fabbrica in Val Trebbia: princ. Doria
- marchesato di Fabbrica al Curone: Malaspina
- marchesato delle Frabose (Soprana e Sottana): Pallavicino (-1816)
- marchesato di Francavilla Bisio: duchi Grillo di Mondragone
- marchesato di Lerma: duchi Grillo
- marchesato di Monforte: del Carretto
- marchesato di Montaldeo (1531): Doria
- marchesato di Montaldo: Spinola Pallavicini
- marchesato di Morsasco (1599): Centurione Scotto
- marchesato di Ormea (1722): principi d'Este di S. Martino -1752)
- marchesato di Palazzolo (e Borgoforte): Gonzaga (-1751)
- marchesato di Ponzone
- marchesato di Rezzo: Grimaldi
- marchesato di Rocca Grimalda: Grimaldi Granada
- marchesato di San Cristoforo: Doria
- marchesato di Silvano d'Orba: principi Botta Adorno
- marchesato di Zuccarello (1738): del Carretto
- contea di Bosco (1597, Marengo): duchi Bonelli di Salci
- contea di Castelletto d'Orba, Caprarica: principi Botta Adorno
- contea di Tassarolo e Pietrabissara (1734): Spinola
- contea di Voghera: principi dal Pozzo della Cisterna

Altri feudi annessi furono i marchesati Dolceacqua (1653), Loano (1770), Fabbrica Curone (1788) e la signoria di Seborga (1729).

### Lombardia
Alcuni feudi imperiali sopravvissero sotto la dominazione austriaca, venendo anzi riconfermati con i loro privilegi e autonomie, mentre altri furono soppressi e annessi allo stato milanese (Castiglione delle Stiviere, Solferino, Medole, Sabbioneta, Bozzolo, Gonzaga e la stessa Mantova):
- contea di Maccagno inferiore (detto imperiale): ai conti Mandelli (dal 1536, come feudo, che possedevano già dal 962, ma non documentato; poi come contea dal 1613, con il titolo del S. R. I. dal 1621, Vicariato del S. R. I. con diritto di zecca d'oro, argento e rame, dal 1622, e giurisdizione su parte del Lago Maggiore, dal 1659) dai quali fu venduto al conte Carlo Borromeo Arese nel 1692, il quale verrà investito nel 1718
- signoria di Castellaro: possesso dei principi-vescovi di Trento dal 1082 e riconfermato fino al 1797
- marchesato di Gazzuolo, Dosolo e Pomponesco: concesso fino al 1778 agli Ippoliti di Gazzuolo
- marchesato di Gazoldo degli Ippoliti: confermato dal 1354 agli Ippoliti
- signoria di San Martino Gusnago e Soave: concessa nel 1709 ai conti Giannini fino al 1776
- signoria di Limonta con Campione e Civenna: agli abati di Sant'Ambrogio a Milano dal 835, con facoltà di esporre lo stendardo con l'aquila imperiale (dal 1697) fino al 1797; in alcuni atti l'abate è chiamato conte, pur non sussistendo una speciale concessione al riguardo
- signoria della Valsolda: agli arcivescovi di Milano fino al 1784
- baronia di Retegno con Bettola: feudo antichissimo dei Trivulzio, fu elevato a baronia del S. R. I. nel 1654, con diritto di zecca; estintasi la famiglia nel 1767, nel 1768 fu ceduta, con le regalie e beni, all'Imperatrice Maria Teresa; nel 1778 fu accordato alla baronia imperiale la totale immunità fiscale, salvo il pagamento annuo di un tributo di una doppia di Milano, a titolo di ricognizioni di dominio
- Marchesato di Vescovato: feudo immediato dei Gonzaga di Vescovato tra il 1519 ed il 1796, eccetto interruzioni momentanee della potestà.[20][21]
- Nel 1466 con Alessandro Gonzaga[22] il borgo di Castel Goffredo divenne un feudo imperiale[23][24] autonomo e vide nascere il Marchesato di Castel Goffredo.

### Emilia
Un piccolo gruppo di staterelli viene assorbito a partire dal XVI secolo dalle due maggiori signorie della regione (i duchi di Parma e i duchi di Modena). Nel volgere di due secoli andranno progressivamente a scomparire i piccoli ducati e principati della Bassa Parmense (lo Stato Pallavicino, il marchesato di Zibello, lo Stato Landi, il principato di Soragna, la Contea di San Secondo, la Contea dei Mezzani del vescovo) e del Modenese (il ducato della Mirandola, i principati di Carpi, Correggio, San Martino in Rio, la contea di Novellara, la contea di Rolo).
Nel Bolognese, essendo soggetto alla sovranità pontificia dal 1278, non erano presenti signorie imperiali, con l'unica eccezione della contea di Castiglione dei Gatti, feudo della famiglia Pepoli nell'Appennino bolognese.
Tra Romagna e Marche era presente la Contea di Carpegna, uno Stato durato fino all'inizio dell'Ottocento, diviso poi tra la Contea di Carpegna propriamente detta e il principato di Scavolino, già contea di Gattara.

### Liguria

#### Genovesato
Anche Genova, pur essendo libera da gravami feudali, era considerata direttamente dipendente dall'impero come le città anseatiche. Solo con il pagamento di trecentomila fiorini e laboriose trattative Genova ottenne verso il 1640 di non essere più chiamata "civitas et camera nostra imperialis" nei documenti di investitura di alcuni feudi liguri.
Nel periodo di maggior debolezza imperiale, dopo la caduta degli Svevi, Genova aveva incorporato senza problemi nel suo dominio ampi territori dei Marchesati Aleramici e Obertenghi. Il riconoscimento esplicito della dipendenza feudale dall'impero si mantenne solo per un certo numero di feudi annessi a partire dal 1343, fra i quali: Arenzano, Cogoleto, Masone, Lavagna, Voltaggio e per ultimo Busalla ceduto dagli Spinola nel 1728.
Resistettero, come enclaves nelle vicinanze di Genova, il Marchesato poi Principato (1760) di Torriglia dei Doria, quelli di Campofreddo, Savignone, Crocefieschi.

#### Entroterra genovese
A nord di Genova (nell'Oltregiogo) si trovava il gruppo più vasto e compatto di Feudi Imperiali, anch'essi in gran parte di origine malaspiniana, ma passati per lo più in mano alle maggiori casate genovesi, quali i Fieschi, i Doria e gli Spinola, ma anche gli Adorno e i Centurione.
Comprendevano la parte del versante padano dell'attuale Provincia di Genova che non era direttamente governata dalla Repubblica di Genova (e quindi, ad esempio, l'enclave di Campofreddo), ed alcuni territori dell'Oltregiogo ricadenti nelle attuali adiacenti Province di Alessandria (ad esempio: Arquata Scrivia, Grondona, Vargo, Cecima e San Ponzio, Bagnaria, Fabbrica Curone, Carrosio, Garbagna e l'alta val Borbera), e Piacenza in Val Trebbia (Ottone, Zerba e Cerignale) di forte influenza culturale e politica genovese ma formalmente indipendenti, più la Contea di Bobbio.
Si ricordano tra i feudi sovrani:
- Contea di Bobbio, dal 1014 contea vescovile del vescovo di Bobbio, signoria dei Malaspina (1304-1341), contea di Bobbio, Voghera e Val Tidone dei Dal Verme fino al 1743 quando con il passaggio nel Regno di Sardegna divenne la Provincia di Bobbio,
- la signoria di Bagnaria, dal 1408 ai locali Bussetti, poi dal 1485 ai Fieschi, dal 1598 ai principi Doria ed infine ai Biondi,
- il marchesato di Montemarzino e Montegioco dal 1595 al ramo degli Spinola duchi di los Balbases fino alla cessione fatta ai Savoia nel 1753,
- i marchesati di Borgo Adorno e Cantalupo, ereditato dai Botta Adorno,
- i marchesati di Cabella, Fontanarossa, Cremonte, ereditato dopo il 1647 dagli Spinola Pallavicini che nel 1784 lo vendono ai Doria
- i marchesati di Torriglia, poi dal 1760 principato, Ottone, Garbagna, Vargo, Carrega, ecc. ai principi Doria,
- marchesato di Gorreto e Campi ai Centurione Scotto dal 1638,
- marchesato di Grondona ai Malaspina dal 1560,
- marchesato di Mongiardino e Vergagni, in condominio dei Fieschi e Spinola di Luccoli,
- marchesati di Roccaforte, Montessoro, Rocchetta, Castello della Pietra ecc., agli Spinola del ramo di Luccoli,
- marchesato di Orezzoli da secoli ad un ramo locale dei Malaspina,
- marchesato di Pregola, Zerba ecc. in condominio di un ramo locale dei Malaspina, Malaspina di Oramala, Malaspina di Santa Margherita, Malaspina di Orezzoli, Spinola Pallavicini di Cabella e una parte ai Centurione Scotto,
- La signoria di Rezzoaglio, dei Della Cella, non era invece imperiale, essendo un medio imperio dipendente dai feudatari di Santo Stefano d'Aveto (Malaspina, poi Fieschi, e infine Doria).

Questi territori, infeudati a famiglie genovesi e controllati quindi da Genova solo indirettamente, erano i feudi imperiali per antonomasia: con l'arrivo di Napoleone I furono aggregati in blocco alla Repubblica Ligure, tranne i feudi passati già nel Regno di Sardegna.
Con la Restaurazione ed il successivo passaggio al Regno di Sardegna, furono suddivisi tra le province di Bobbio e di Novi Ligure all'interno della Divisione di Genova.

#### Ponente ligure
Più disuniti erano i feudi imperiali dell'entroterra della Riviera Ligure di Ponente e dei colli del Basso Piemonte, dove sopravvissero brandelli dell'antica Marca Aleramica, ereditati generalmente da altre famiglie. La più duratura delle Casate Aleramiche fu quella dei Del Carretto, suddivisa in moltissimi rami con feudi nel basso Piemonte e in Liguria (Balestrino, Arnasco, Zuccarello, Garlenda, Stellanello, Paravenna), gradualmente assorbiti da Genova e dai Savoia tra la prima e la seconda metà del XVIII secolo.
Fra di essi si ricordano il marchese di Finale che esercitò sino al termine del XVI secolo il ruolo di vicario imperiale.
Dopo l'estinzione dei Del Carretto di Finale (1602), il marchesato fu acquistato prima dalla corona spagnola e poi, dopo lunghe contese con i Savoia, nel 1713 dalla Repubblica aristocratica di Genova (riconfermato nel 1748 con i feudi di Calizzano, Massimino, Osiglia, Bormida, Pallare e Carcare), ma senza perdere il carattere di Feudo Imperiale né i propri statuti medievali: compare infatti come unità geografica autonoma fino alla definitiva scomparsa con la Repubblica Ligure nel 1797.
In Liguria vi erano inoltre il marchesato di Dolceacqua (sotto protettorato sabaudo), di Balestrino (fino al 1757; poi ai Savoia) e la contea di Loano dei principi Doria poi protettorato dei Savoia (dal 1735 fino all'annessione del 1770), il marchesato di Torriglia e infine la repubblica di Noli, strettamente aggregata alla Repubblica di Genova, che ne condivideva il carattere di città libera.

#### Lunigiana
Il gruppo più orientale dei feudi imperiali appenninici era quello della Lunigiana, in cui ancora sopravvivevano i residui del Marchesato dei Malaspina, per lo più in mano ai numerosi rami della antica famiglia feudale. Molti di essi col tempo vennero assorbiti progressivamente dal Granducato di Toscana (Calice al Cornoviglio, Fivizzano, Treschietto, Bagnone e Terziere, Pontremoli, ecc.); quelli superstiti fino al XVIII secolo furono poi uniti al ducato di Massa e Carrara.
I feudi sopravvissuti per tutto il XVIII secolo erano i marchesati dei vari rami dei Malaspina di: Fosdinovo (vicari imperiali), Mulazzo, Castagnetoli, Olivola, Aulla e Podenzana, Licciana Nardi, Villafranca, Castevoli, Oramala e Malgrate, Bastia, Suvero, Rocchetta di Vara, Ponte Bosio. I rimanenti marchesati erano nel frattempo passati nelle mani di altre famiglie: Groppoli ai Brìgnole-Sale, Tresana ai principi Corsini, sottoposti al protettorato toscano.

### Granducato di Toscana
La Toscana, feudo imperiale dal Medioevo, con sede dei vicari imperiali a San Miniato al Tedesco - fu elevata nel 1532 a ducato, riconfermando così la suprema potestà dell'imperatore ed a Granducato di Toscana a favore dei Medici nel 1569.
Il nuovo Stato, costituito dal ducato di Firenze, dalla repubblica di Siena e dalla provincia pisana, aveva annesso progressivamente altri importanti feudi imperiali che si trovavano soprattutto al confine tra questo e lo Stato Pontificio: erano le contee imperiali di Chitignano, Montauto, Elci nell'alta Valdicecina (in rapporto di accomandigia con Firenze fino alle annessioni leopoldine del tardo settecento), contea di Santa Fiora (dal 1601), contea di Pitigliano, contea degli Ottieri presso il Monte Amiata. Sopravvissero, come exclaves imperiali toscane, Lucca, Piombino (fino al 1735, perdendo poi il rango di feudo imperiale), Monte Santa Maria, Sorbello, Petrella, in Valtiberina; contea di Carpegna e principato di Scavolino nel Montefeltro, le contee di Vernio e di Castiglion dei Pepoli sull'Appennino bolognese.
Alcuni altri feudi, benché inseriti nell'ambito degli Stati della Chiesa, mantenevano la loro natura imperiale con un formale rapporto di vassallaggio con la corte di Vienna:
- contea di Piobbico, governata dai Brancaleoni;
- contea di Apecchio governata dagli Ubaldini della Carda fino al 1752, quando con la morte dell'ultimo conte venne militarmente occupata dal Papa, nonostante le proteste formali della Toscana;
- contea di Civitella Ranieri dei Ranieri, dichiaratisi vassalli anche della Chiesa;
- contea di Reschio presso i confini toscani e governata dai senesi Bichi Ruspoli.

### Elenco dei feudi imperiali sovrani (immediati) in Italia nel XVIII secolo
- contea di Apecchio e signoria di Pecorari, agli Ubaldini fino alla loro estinzione nel 1752
- contea di Carpegna
- Principato di Scavolino, già contea di Gattara
- patriarcato di Aquileia, formalmente fino al 1751
- marchesato di Aulla e Podenzana (Malaspina)
- signoria di Bagnara (Biondi)
- marchesato di Balestrino (Del Carretto) fino al 1735, poi sotto i Savoia (provincia di Oneglia)
- marchesato di Busalla (Spinola e dal 1728 a Genova)
- marchesato della Bastia e Varano (Malaspina)
- marchesato di Cabella e Fontanarossa (Spinola Pallavicini, dal 1772 Pallavicini, dal 1783 Doria Landi)
- marchesato di Calice e Madrignano, dal 1710 fino al 1772 ai Malaspina consignori di Mulazzo, sotto protettorato toscano
- signorie di Campione e Civenna (agli abati di Sant'Ambrogio di Milano)
- marchesato di Campofreddo (Spinola di San Luca), fino al 1798
- marchesato di Cantalupo e Dernice (Spinola)
- contea di Carpegna (Carpegna-Gabrielli)
- principato di Scavolino e di Gattara (dal 1741 principe Orsini de' Cavalieri Sarnesi, 1817-1819, ricongiunto alla contea di Carpegna)
- signoria di Castel d'Ario (Principe-vescovo di Trento)
- marchesato di Castevoli, Castagnetoli, Stadomelli e Cavanella (Malaspina)
- principato di Castiglione delle Stiviere, principato di Solferino (Gonzaga di Castel Goffredo, Castiglione e Solferino), formalmente indipendente fino al 1773, ma occupato dall'Austria nel 1691
- signoria di Cecima e San Ponzo (vescovi di Pavia e duchi Sforza Cesarini Savelli)
- contea vescovile di Ceneda, fino al 1768 ai vescovi residenti nel castello di S. Martino
- principato di Correggio, già feudo dei (da Correggio) fino al 1635, poi transitato agli (Este) e retto da un loro governatore fino al 1797.
- marchesato di Croce Fieschi e Vobbio (Fieschi)
- marchesato del Finale, dal 1748 unito alla repubblica di Genova con amministrazione autonoma
- marchesato di Fosdinovo, Gragnola (Malaspina)
- marchesato di Gazzuolo e Dosolo fino al 1776 (Ippoliti)
- repubblica di Genova, formalmente feudo imperiale
- marchesato di Gremiasco (Doria Landi)
- marchesato di Grondona (Doria Landi)
- marchesato di Torre, Campi, Zerba e Gorreto (Centurione Scotto)
- marchesato di Groppoli (Brìgnole), sotto protettorato toscano
- ducato di Guastalla, (Gonzaga di Guastalla) dal 1748 unito al ducato di Parma
- signoria di La Guna, (agli arcivescovi di Ravenna), dal 1778 annesso alla Toscana granducale
- Stato Landi (Landi), annesso nel XVII secolo a Parma
- marchesato di Licciana, Panicale (Malaspina)
- contea di Loano, marchesati di Garbagna, Vargo (Doria Landi)
- repubblica di Lucca, fino al 1798
- signoria di Maccagno imperiale (conti Borromeo dal 1693)
- marchesato di Malgrate, Oramala e Filetto (Malaspina)
- Ducato di Mantova, (Gonzaga di Mantova) dal 1789 unito completamente al Ducato di Milano come provincia imperiale
- ducato di Massa e Carrara (Cybo-Malaspina), poi dal 1790 a Maria Beatrice d'Este
- signoria di Mezzani (ai vescovi di Parma), dal 1768 annessa al ducato di Parma
- ducati di Milano, Mantova, principato di Pavia, ecc., agli Asburgo dal 1714
- ducato della Mirandola e Concordia, (Pico della Mirandola), dal 1711 annesso a Modena
- ducati di Modena e Reggio (Este)
- principato di Monaco (Grimaldi poi ai Goyon Mantignon-Grimaldi)
- ducato del Monferrato, annesso dai Savoia
- marchesato di Mongiardino ai Fieschi
- contea di Montauto (Barbolani di Montauto)
- marchesato di Montegioco (Bussetti di Avolasca)
- marchesato di Montemarzino, fino al 1753 agli Spinola di Los Balbases poi ceduto ai Savoia
- marchesato del Monte Santa Maria (Bourbon del Monte), sotto protettorato toscano
- marchesato di Montessoro e Cantone (Spinola)
- marchesato di Mulazzo, Monteregio, Castagnetoli (Malaspina), sotto protettorato toscano
- repubblica di Noli, sotto protettorato genovese
- contea di Novellara e Bagnolo, (Gonzaga di Novellara e Bagnolo) dal 1728 unito a Modena
- marchesato di Novello (Del Carretto) fino al 1633, poi annesso dai Savoia
- marchesato di Olivola e Pallerone (Malaspina)
- marchesato di Orezzoli (Malaspina)
- principato di Oneglia (Doria), sotto protettorato dei Savoia, poi annesso dal 1575
- marchesato di Pallavicino e Borgo Adorno (Botta Adorno)
- ducato di Parma e Piacenza (Farnese poi Borbone di Parma)
- marchesato di Petrella (Bourbon del Monte), sotto protettorato pontificio
- principato di Piombino e Isola d'Elba (feudo imperiale fino al 1734[senza fonte]; Appiani poi Boncompagni Ludovisi)
- marchesato del Ponte Bosio (Malaspina)
- marchesato di Pregola (varie linee dei Malaspina e dal 1660 quota ereditaria ai Pallavicini)
- baronia di Retegno e Bettola (Gallio Trivulzio)
- marchesato di Rezzoaglio e Magnasco (Doria Landi)
- principato vescovile della Riviera di San Giulio e Orta, fino al 1786 ai vescovi di Novara poi annesso dai Savoia
- marchesato di Roccaforte ligure e Rocchetta ligure (Spinola)
- contea di Rolo (Sessi) fino al 1776 poi a Mantova austriaca
- principato di San Martino in Rio, fino al 1752 alla linea cadetta d'Este poi ai duchi di Modena
- marchesato di Savignone e Casella (Fieschi, De Ferrari e Morando)
- ducato di Savoia (Savoia), con diritto di voto
- signorie di Soave e San Martino Gusnago (conti Giannini fino al 1776)
- marchesato di Sorbello, (Bourbon del Monte) sotto protettorato toscano
- marchesato di Suvero e Rocchetta di Vara (Malaspina)
- marchesato poi Principato di Torriglia (Doria Landi)
- granducato di Toscana, (Medici feudo fino al 1648 e dal 1737 Lorena) fino al 1766
- marchesato di Tresana e Giovagallo, (Malaspina poi acquistato dai Corsini), sotto protettorato toscano
- signoria della Valsolda (agli arcivescovi di Milano fino al 1784)
- marchesato di Vergagni (Fieschi, dal 1727 Doria, dal 1735 Crosa, dal 1738 Mancini di Nevers, dal 1749 definitivamente acquistato dai Crosa)
- contea di Vernio e Cantagallo (Bardi)
- marchesato della Virgoletta, Villafranca e Garbugliaga (Malaspina Estensi), sotto protettorato modenese
- marchesato di Zuccarello, marchesi di Clavesana sec. XIII/XIV e poi marchesi Del Carretto sec.XIV fino al 1624 (acquisto da parte di Genova)

## Germania
Diretta espressione del potere imperiale, i feudi imperiali prolificarono nelle regioni tedesche dell'impero. Essendo strettamente legati alle famiglie che ne detenevano il titolo, ne seguirono le sorti in caso di divisioni ereditarie, annessioni, unioni, ipoteche. Nei secoli, specialmente per motivi ereditari, numerosi feudi si frazionarono tra i vari rami eredi, costituendo così in seno all'impero oltre un migliaio di feudi con autonomie più o meno riconosciute.
Molti feudi tedeschi, differentemente da quelli italiani, partecipavano alla vita attiva dell'impero, vedendosi concesso dall'imperatore il diritto di seggio e di voto alla Dieta imperiale di Ratisbona (Reichstag). Si distinsero così in feudi che facevano parte dei circoli imperiali con diritto di voto e pertanto riconosciuti come stati sovrani a tutti gli effetti, sia pure sotto l'autorità suprema imperiale (feudi immediati; Reichsstände) e feudi, invece, che anche se, talvolta, avevano di fatto poteri sovrani non gli era riconosciuto il diritto di voto (feudi equestri governati da baroni e conti imperiali che potevano far parte dei circoli imperiali e quindi avere diritto di voto nelle diete regionali od altri esclusi da ogni circolo, come accadeva per molte signorie equestri, prevosture principesche, contee, abbazie principesche, che potevano avere solo il diritto di voto nelle Diete regionali di singoli circoli, nelle diete dei vari cantoni equestri, o addirittura privi di ogni voto.
Sinteticamente i feudi sovrani in Germania erano distinti in:
- Feudi immediati appartenenti ai 10 circoli imperiali
  - principati elettorali (principi elettori ecclesiastici e laici);
  - principati ecclesiastici (arcivescovati, vescovati, prevostati, prelati del Reno e di Svevia rappresentati da principi-abati);
  - principati secolari (ducati, margraviati, langraviati, principati, burgraviati);
  - contee e signorie sovrane (contee principesche, burgraviati, contee, signorie sovrane) rappresentate nei 4 collegi dei conti di Svevia, Wetterau, Franconia e Westfalia;
  - città imperiali (del Reno e della Svevia);
  - signorie equestri distribuite in 3 specifici circoli nobiliari (Reno, Franconia, Svevia) e suddivisi in 14 cantoni nobiliari.
- feudi imperiali mediati (sottoposti all'autorità di un principe sovrano)

Tutti i feudi imperiali persero progressivamente la propria sovranità con la decadenza del Sacro Romano Impero e le annessioni francesi (quelli francesi dal 1790 al 1793, quelli italiani nel 1797-1799, quelli tedeschi dal 1801 al 1806).

## Francia
Le antiche province occidentali dell'impero nei secoli XVI, XVII e XVIII furono progressivamente annesse dal Regno di Francia. La Pace di Westfalia in particolare portò i confini francesi sull'alto Reno e la conseguente annessione dell'Alsazia. Tuttavia, molti sovrani tedeschi continuarono a mantenere i propri feudi sebbene sotto l'autorità superiore del re di Francia. Tale situazione si mantenne fino alla nascita della rivoluzione francese e alla creazione della repubblica che promosse "l'unità del territorio nazionale".
Si era creata così una situazione anomala in cui alcuni principi vassalli dell'imperatore possedevano feudi imperiali ma sottoposti al protettorato francese nelle regioni dell'Alsazia e della Lorena.
Questi feudatari, conosciuti in Francia come "Princes possessionnés" (Principi possessori) erano principalmente:
- il margravio del Baden, il duca di Zweibruecken, il barone di Gemmingen Hornberg, il conte di Helmstatt, il langravio dell'Assia Darmstadt, il duca del Württemberg, i principi di Hohenlohe, quelli di Leiningen Dagsburg, Nassau Saarbruecken e di Nassau Weilburg, Loewenstein Wertheim Rochefort, di Salm, i principi-vescovi di Strasburgo e di Basilea, ecc.
Ognuno possedeva specialmente in Alzazia porzioni feudali più o meno ampie che crearono una lunga querelle giuridica tra l'impero e la Francia per la loro potestà su tali terre.
Tra i maggiori feudi si ricordano quelli di Salm, Moerchingen, Bouxiller, Oberbronn, Puettlingen (Puttelange), Saarwerden.